# Sałta
Sałta (ros. Салта) – wieś w Rosji, w Dagestanie, w rejonie gunibskim. W 2010 liczyła 683 mieszkańców, głównie Awarów.